# King William Street

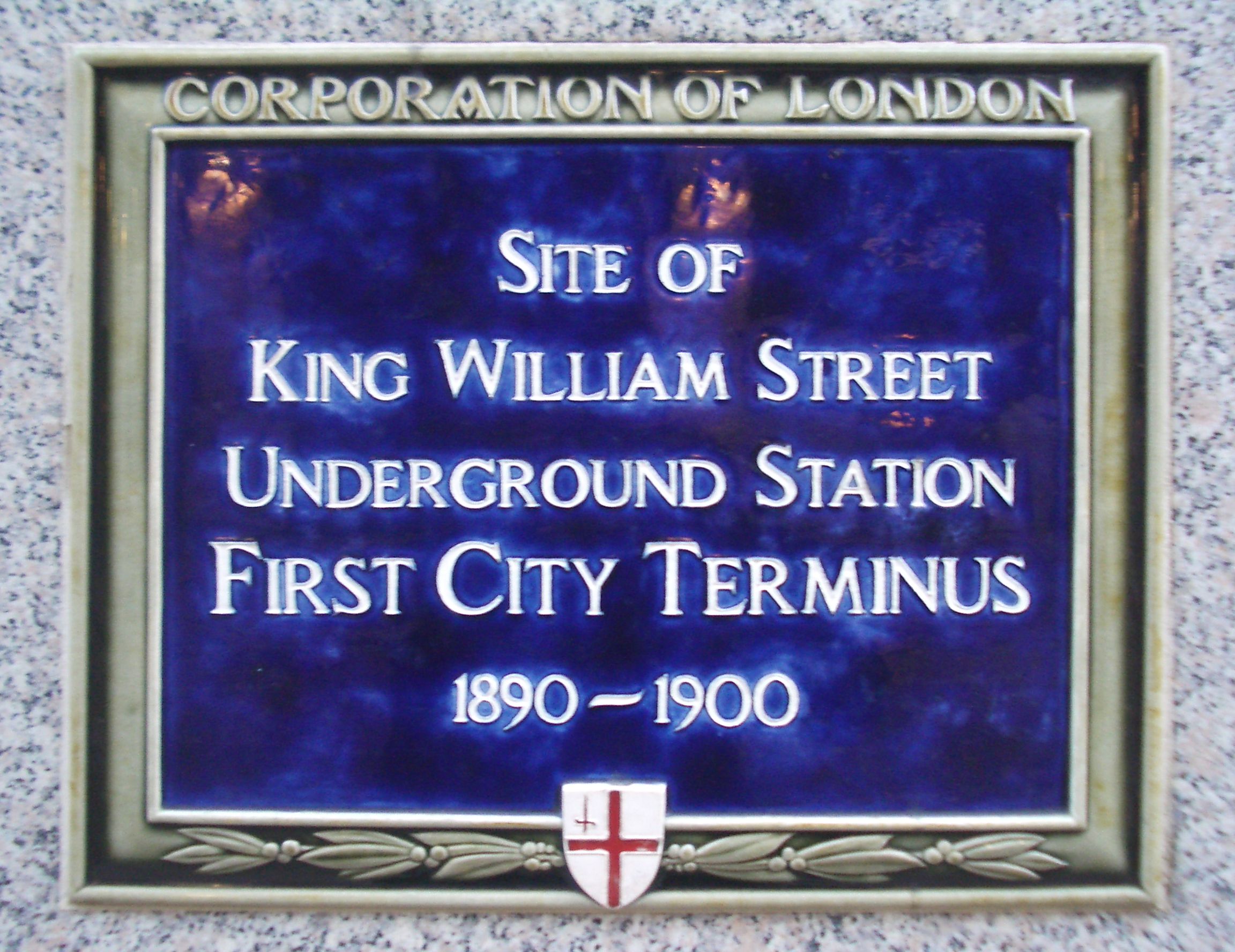
Informationsskylt om stationen King William Street

King William Street var en tunnelbanestation i Londons tunnelbana. Den öppnade 18 december 1890, och var då slutstation för Londons första "riktiga" tunnelbanelinje, City & South London Railway, som gick mellan Stockwell och King William Street. Denna station lades dock ned 24 februari 1900, och ersattes av den nuvarande stationen Bank.